# الریک توبر
الریک توبر (آلمانی: Ulrike Tauber؛ زادهٔ ۱۶ ژوئن ۱۹۵۸) شناگر اهل آلمان شرقی است.